# 清水信義
清水 信義（しみず のぶよし、1941年8月10日 - 2015年6月5日）は、日本の遺伝学者。慶應義塾大学医学部分子生物学教室教授を経て、同大名誉教授。理学博士（名古屋大学・1971年）（学位論文「遺存種における核酸の研究」）。名誉医学博士。専門分野は、ゲノム科学・遺伝子医学。

## 略歴
大阪府大阪市出身。名古屋大学卒。慶應義塾大学医学部分子生物学教室教授などを経て同大名誉教授。2007年より長浜バイオ大学特別招聘教授。ヒトゲノム解読の第一人者として貢献し、慶應義塾大学は1999年12月に22番染色体のゲノムを世界で初めて解読し、207個の遺伝子を発見した。次いで2000年5月には21番染色体の解読をも終了し、130個の遺伝子を発見した。

## 年譜
- 1961年 愛知県立横須賀高等学校卒
- 1965年 名古屋大学理学部化学科卒
- 1970年 名古屋大学大学院理学研究科博士課程満了
- 1971年3月 名古屋大学より理学博士の学位を取得、学位論文の題は「遺存種における核酸の研究」
- 1971年 カリフォルニア大学サンディエゴ校（UCSD）生物学科研究員となる
- 1974年 イェール大学生物学科研究員となる
- 1977年 アリゾナ大学分子細胞生物学科助教授就任
- 1980年 アリゾナ大学分子細胞生物学科・遺伝学癌生物学科教授併任
- 1983年 慶應義塾大学医学部分子生物学教室教授就任
- 2007年 慶應義塾大学医学部分子生物学教室教授退任
- 2007年 慶應義塾大学名誉教授、長浜バイオ大学特別招聘教授
- 2015年6月5日 胆管癌のため死去[3]。73歳没。

## 受賞歴
- 2003年 中日文化賞受賞[4]